# Дыре-Дауа
Ды́ре-Да́уа (амх. ድሬዳዋ, оромо Dirree Dhawaa, сомал. Diridhaba) — город на востоке Эфиопии. Один из двух городов страны (наряду с Аддис-Абебой), приравненных к уровню регионов.

## География
Дыре-Дауа расположен примерно в 500 км к востоку от Аддис-Абебы, в 150 км от границы с Джибути и в 130 км от границы с Сомали, на берегу реки Дечату. Высота города над уровнем моря — 1262 м.

## История
Дыре-Дауа был основан в 1902 году в связи с постройкой Эфиопско-Джибутийской железной дороги. Дорога не прошла через город Харэр из-за его высокого расположения, в результате было принято решение об основании неподалёку от него города Дыре-Дауа, через который и прошла дорога. Подобное положение позволило городу стать важным центром торговли между Джибути и столицей. В последующие годы губернатор Харэра, Мэконнын Уольдэ-Микаэль, издал указ о строительстве дороги, соединяющей Харэр и Дыре-Дауа, которая была одной из первых дорог в этой части страны. Дорога была существенно улучшена в 1928 году, что позволило сократить путь между этими двумя городами с двух дней до нескольких часов.
В 1931 году в городе было открыто первое отделение Национального банка Эфиопии.
В ходе итальянского вторжения в Эфиопию город захватили итальянские войска и он был включён в состав колонии Итальянская Восточная Африка.
В 1969 году население города составляло 59 тыс. человек, здесь действовали предприятия текстильной, цементной и пищевой промышленности, а также железнодорожные мастерские.
В 1985 году при содействии СССР здесь был создан строительный учебный центр.

## Климат
Климат города характеризуется как тропический. Средняя годовая температура составляет 24,6 °C. Годовая норма осадков — 637 мм. Самый засушливый месяц — декабрь с нормой 6 мм, а самый дождливый — август с нормой 125 мм. Самый тёплый месяц — июнь, средняя температура которого составляет 27,7 °C, а самый холодный — январь со средней температурой 21,2 °C.
| Показатель                    | Янв. | Фев. | Март | Апр. | Май  | Июнь | Июль | Авг. | Сен. | Окт. | Нояб. | Дек. | Год  |
| ----------------------------- | ---- | ---- | ---- | ---- | ---- | ---- | ---- | ---- | ---- | ---- | ----- | ---- | ---- |
| Средний суточный максимум, °C | 28,0 | 28,9 | 31,0 | 30,8 | 32,4 | 33,7 | 32,8 | 32,2 | 32,3 | 31,7 | 29,6  | 28,2 | 31,0 |
| Средняя температура, °C       | 21,2 | 22,6 | 24,6 | 24,9 | 26,2 | 27,7 | 26,8 | 26,2 | 26,3 | 24,9 | 22,5  | 21,4 | 24,6 |
| Средний суточный минимум, °C  | 14,5 | 16,3 | 18,3 | 19,0 | 20,0 | 21,7 | 20,9 | 20,2 | 20,4 | 18,2 | 15,5  | 14,6 | 18,3 |
| Норма осадков, мм             | 21   | 30   | 70   | 101  | 54   | 28   | 92   | 125  | 71   | 23   | 16    | 6    | 637  |
| Источник: climate-data.org    |      |      |      |      |      |      |      |      |      |      |       |      |      |

## Население
По данным Центрального статистического агентства, на 2007 год население Дыре-Дауа составляет 341 834 человека, из них 171 461 мужчина и 170 461 женщина. Этнический состав населения: оромо (45,9 %); сомалийцы (24,3 %); амхара (20,17 %); гураге (4,55 %); тиграи (1,23 %) и харари (1,04 %). 47,95 % населения считают родным языком оромо; 19,7 % — амхарский; 26,46 % — сомалийский; 2,78 % — гураге и 1,04 % — харари. 70,8 % населения исповедуют ислам; 25,71 % — приверженцы эфиопской православной церкви; 2,81 % — протестанты и 0,43 % — католики.
По данным переписи 1994 года население города насчитывало 251 864 человека, из них 127 286 человек — мужчины и 124 578 человек — женщины. Этнический состав на тот период наблюдался следующий: оромо (48 %); амхара (27.7 %); сомалийцы (13.9 %); гураге (4,5 %); оставшиеся 5,9 % населения были представителями других народностей. Доля мусульман составляла 63,2 %; православных христиан — 34,5 %; протестантов — 1,5 % и католиков — 0,7 %; 0,1 % населения исповедовали другие религии.
По данным Центрального статистического агентства, на 2004 год 90,76 % населения Дыре-Дауа имеют доступ к чистой питьевой воде.

## Экономика
Дыре-Дауа является крупным транспортным узлом: железная дорога «Аддис-Абеба — Джибути», международный аэропорт, автодорога до города Харэр. Промышленный центр: пищевая и текстильная отрасли, производство строительных материалов (цемент, кирпич). В городе имеются предприятия по обслуживанию железнодорожного транспорта, а также кустарное производство металлоизделий, традиционные ремесла. В 2007 году рядом с цементным заводом было основано предприятие по производству бетонных шпал. В Дыре-Дауа расположены несколько гостиниц и один из самых больших базаров в Африке. Имеет место туризм.

## Галерея

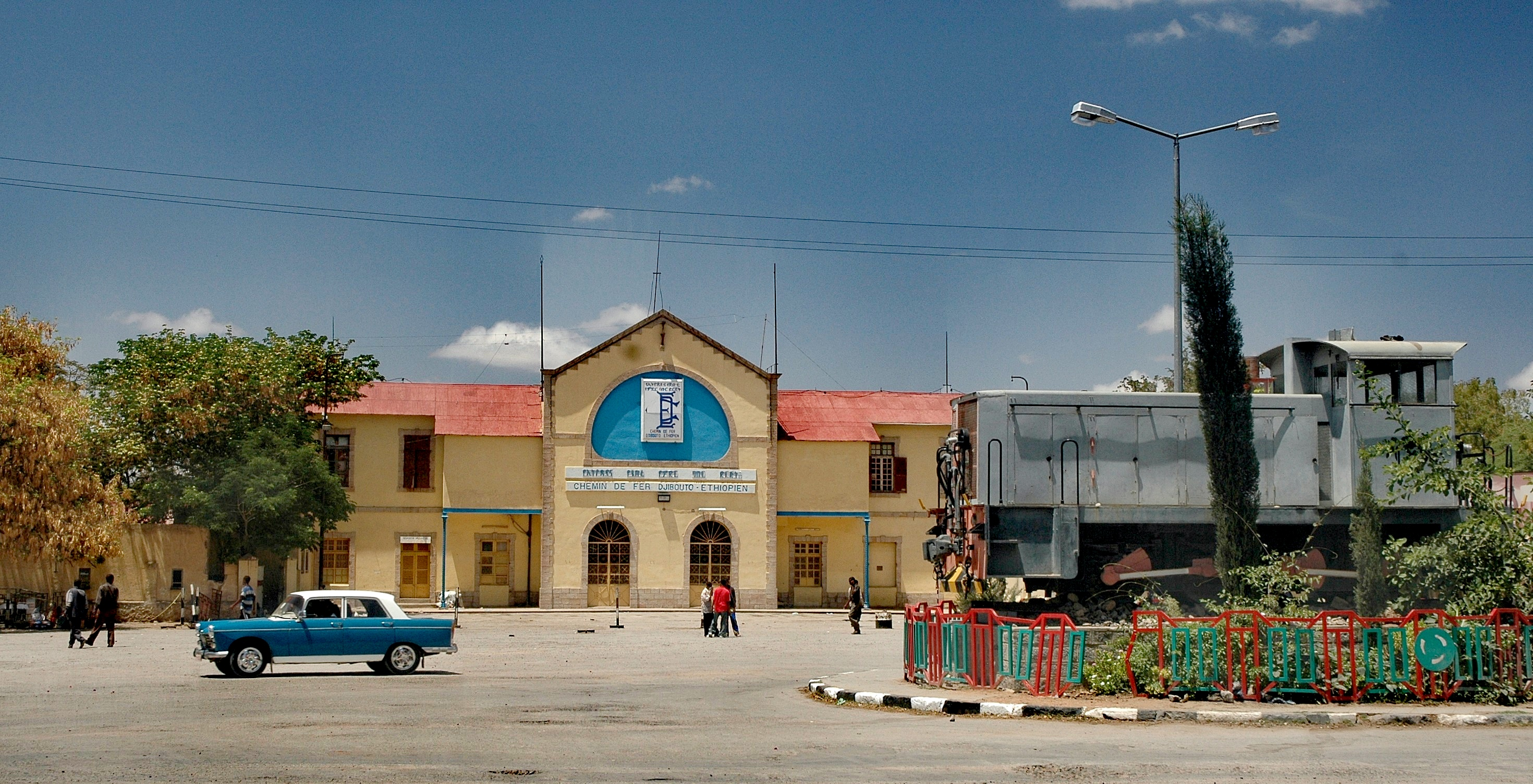
Железнодорожный вокзал Дыре-Дауа
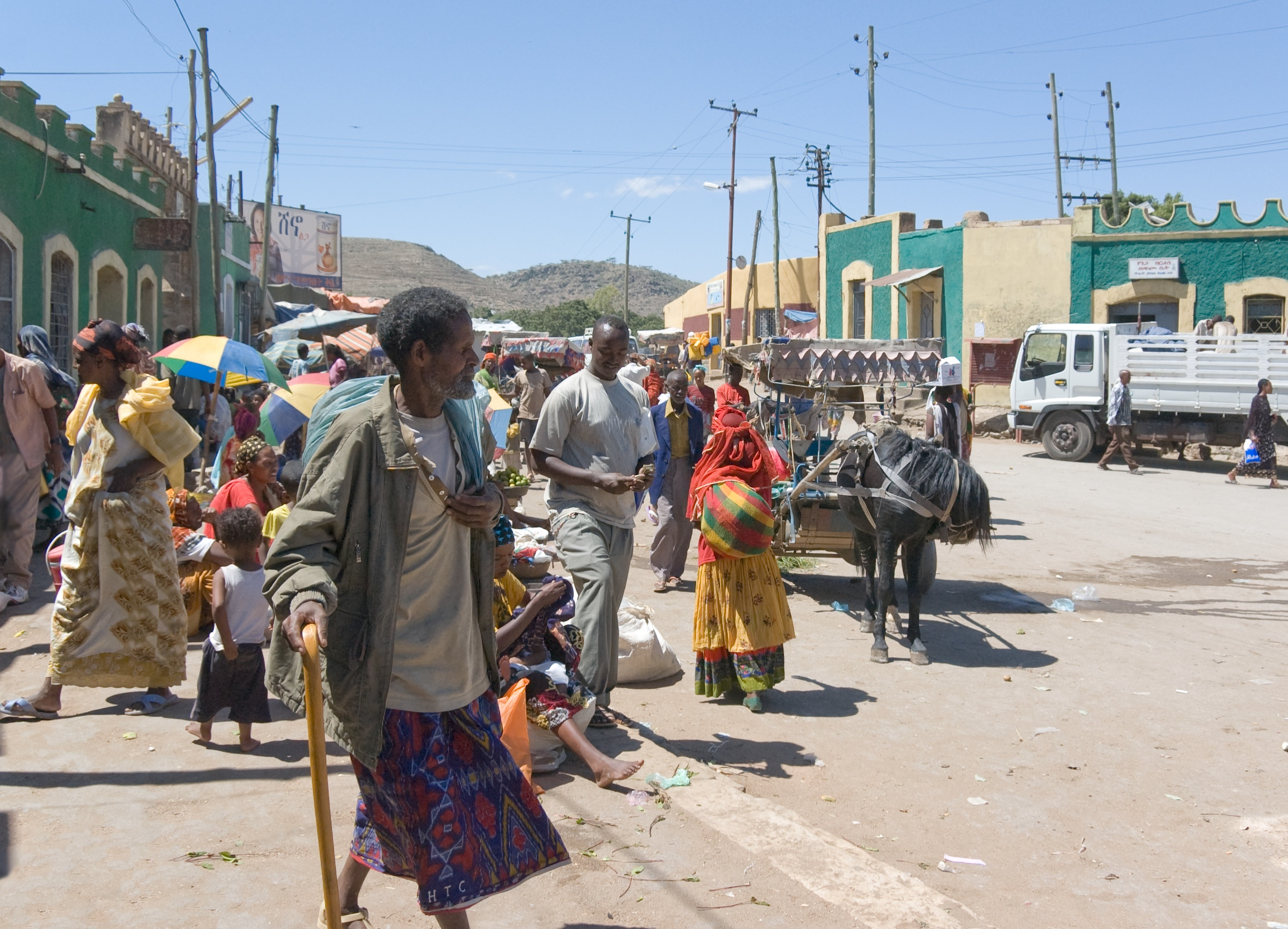
Рынок в Дыре-Дауа
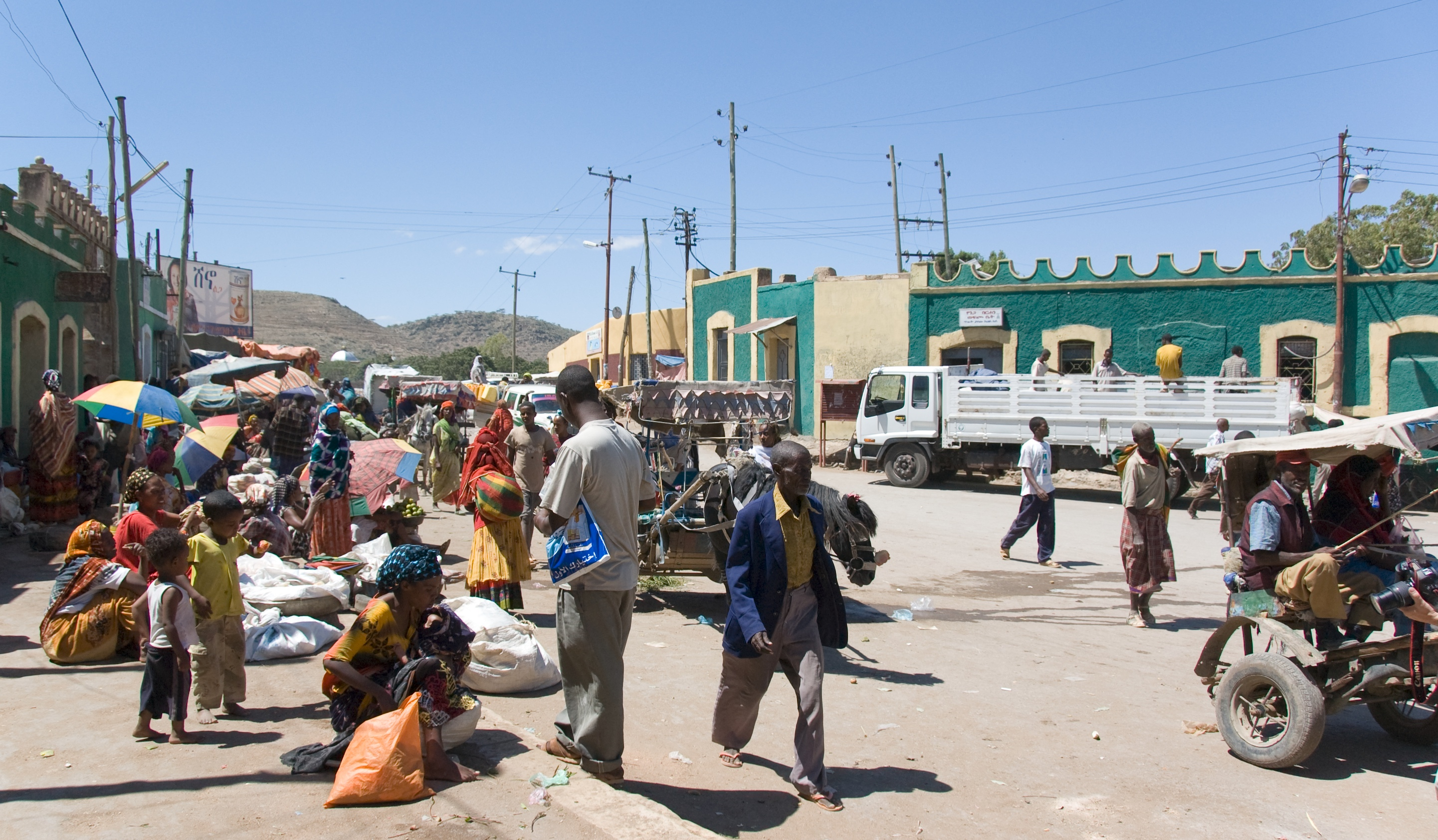
Рынок в Дыре-Дауа
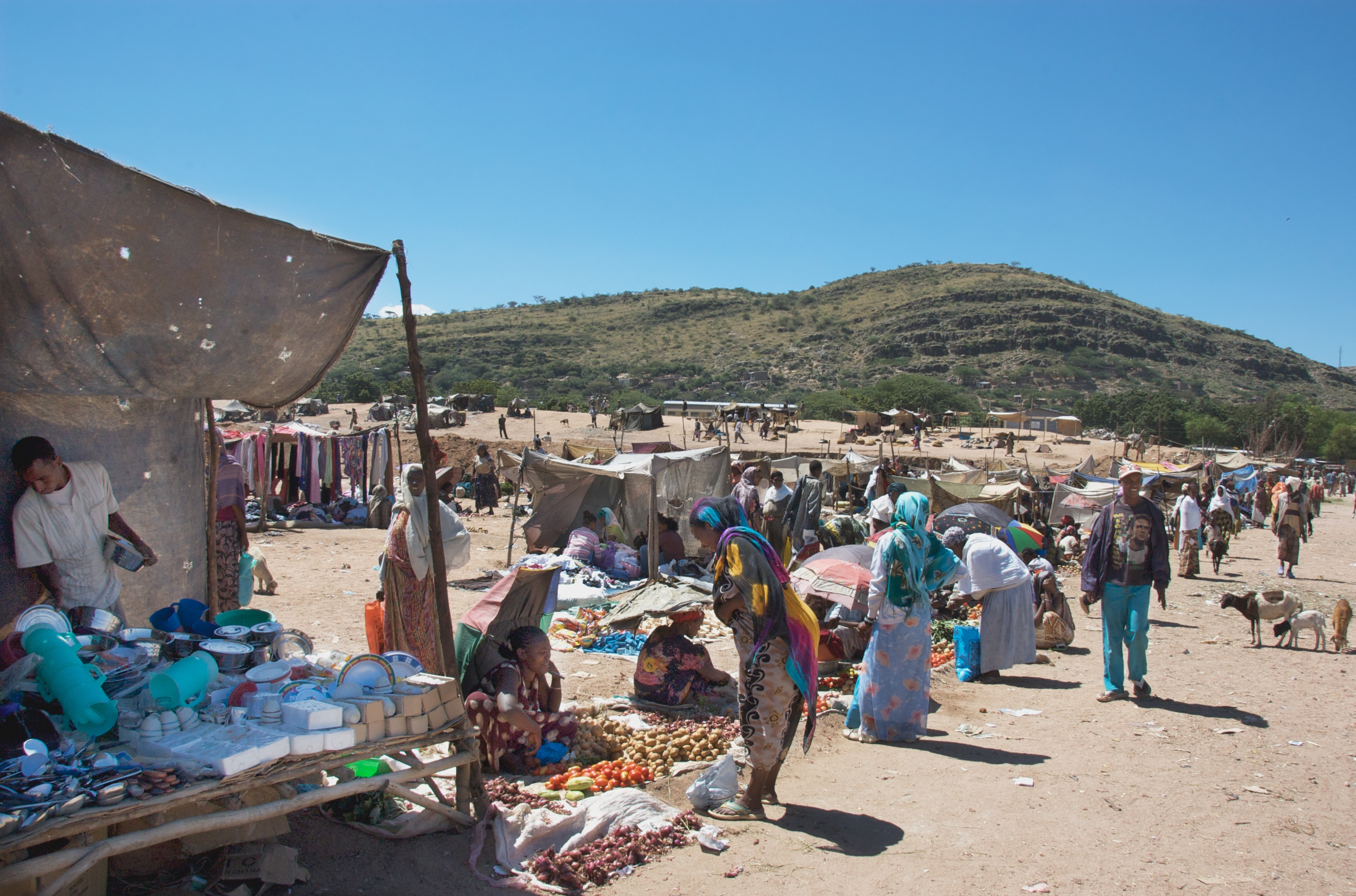
Рынок в Дыре-Дауа
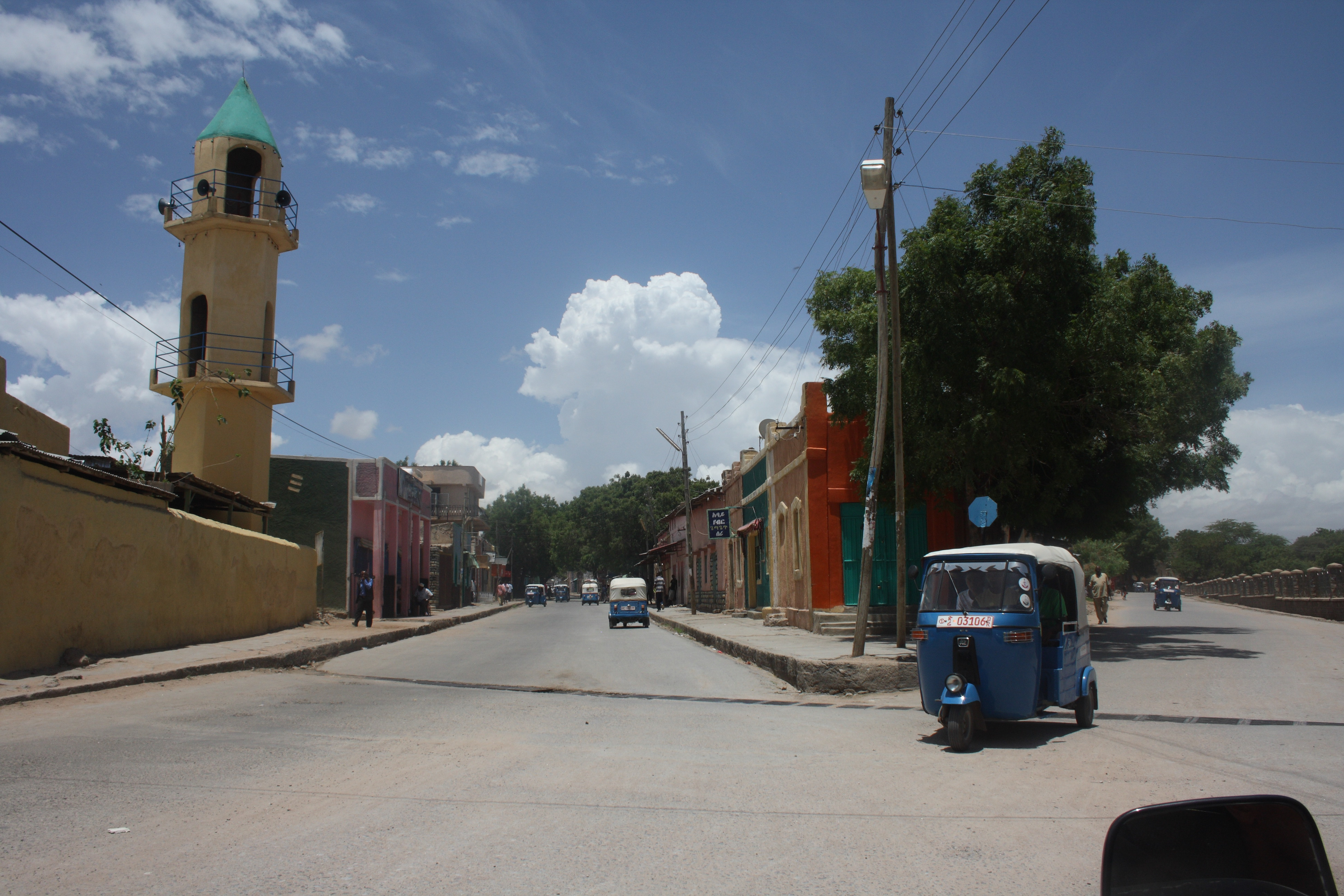
Одна из улиц города